# Alex von Falkenhausen Motorenbau
Alex von Falkenhausen Motorenbau (tudi AFM) je nekdanje nemško moštvo Formule 1, ki je v prvenstvu sodelovalo med sezonama 1952 in 1953. Moštvo je nastopilo na štirih dirkah in ni osvojilo prvenstvenih točk.

## Popoln pregled rezultatov
(legenda) 
| Leto | Šasija | Motor             | Gume | Dirkači           | 1   | 2   | 3   | 4   | 5   | 6   | 7   | 8   | 9   |
| ---- | ------ | ----------------- | ---- | ----------------- | --- | --- | --- | --- | --- | --- | --- | --- | --- |
| 1952 | AFM    |                   |      |                   | ŠVI | 500 | BEL | FRA | VB  | NEM | NIZ | ITA |     |
| 1952 | AFM    | Kuchen V8         |      | Hans Stuck        | Ret |     |     |     |     |     |     |     |     |
| 1952 | AFM    | BMW 6 in-line     |      | Willi Heeks       |     |     |     |     |     | Ret |     |     |     |
| 1952 | AFM    | BMW 6 in-line     |      | Helmut Niedermayr |     |     |     |     |     | 9   |     |     |     |
| 1952 | AFM    | BMW 6 in-line     |      | Ludwig Fischer    |     |     |     |     |     | DNS |     |     |     |
| 1952 | AFM    | BMW 6 in-line     |      | Willi Krakau      |     |     |     |     |     | DNS |     |     |     |
| 1953 | AFM    |                   |      |                   | ARG | 500 | NIZ | BEL | FRA | VB  | NEM | ŠVI | ITA |
| 1953 | AFM    | Bristol 6 in-line |      | Hans Stuck        |     |     |     |     |     |     | Ret |     | 14  |
| 1953 | AFM    | BMW 6 in-line     |      | Theo Fitzau       |     |     |     |     |     |     | Ret |     |     |
| 1953 | AFM    | BMW 6 in-line     |      | Günther Bechem    |     |     |     |     |     |     | Ret |     |     |